# Krajník pižmový
Krajník pižmový (Calosoma sycophanta (Linné, 1758)) je větší, kovově lesklý, zelený až rudý střevlík, nezaměnitelný s jinými druhy, který je rozšířen po celé Evropě, Severní Americe a Jávě. V České republice patří mezi chráněné druhy živočichů. K jeho biotopům patří jehličnatý, smíšený i listnatý les. Krajník je užitečný tím, že se živí housenkami i dospělými jedinci můry bekyně velkohlavé (Lymantria dispar), která při přemnožení způsobuje kalamity na lesních porostech. V roce 1905 byl krajník pižmový importován z Anglie do Nové Anglie, aby pomohl likvidovat přemnoženou bekyni velkohlavou. Dospělci se objevují od jara, ale již během srpna se zahrabávají do země k přezimování.

## Vývoj
Samice klade vajíčka do země, z nichž se posléze líhne larva, která je stejně dravá jako brouk. Její vývoj musí probíhat rychle, neboť s přibývajícím létem potravy v přírodě ubývá. Dorostlá larva si v zemi vybuduje komůrku, v níž se promění v kuklu. Dospělý brouk se líhne ještě v témže roce, svůj úkryt však již neopouští a přezimuje v něm. Dospělec se může dožít dvou až čtyř let, což mezi brouky není běžné.